# 八重垣劇場
八重垣劇場（やえがきげきじょう）は、愛知県名古屋市西区南外堀町6-27（現・中区丸の内二丁目）にあった映画館。定員は492名。1930年（昭和5年）に開館し、1962年（昭和37年）に閉館した。

## 歴史

### 設立

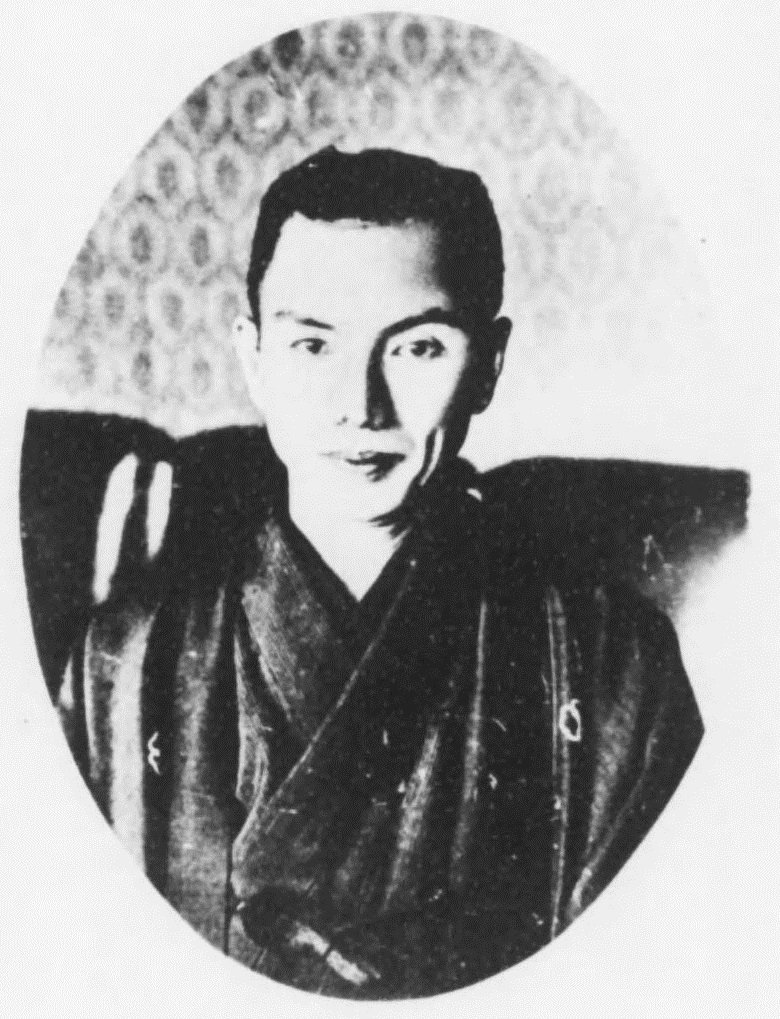
八重垣劇場の設立に携わった伊藤祐民

設立に携わったのは名古屋財界の名士たちであり、松坂屋を株式会社化して初代社長に就任した伊藤祐民、関戸銀行（旧愛知銀行→東海銀行→UFJ銀行→三菱東京UFJ銀行→三菱UFJ銀行）を設立した名門・関戸家、岡谷鋼機を設立した名門・岡谷家、繊維商社のタキヒヨーを設立した滝家などである。会社形態は株式組織であり、映画経済評論家の石巻良夫を常務取締役に迎えている。八重垣劇場の経営者は大同製鋼（現・大同特殊鋼）社長の下出義雄などだった。
1930年（昭和5年）10月15日、「映画芸術の実験劇場」を標榜して名古屋市西区南外堀町6-27（現在の中区丸の内二丁目）に開館した。建物はスパニッシュ様式の鉄骨鉄筋コンクリート造（SRC造）であり、木造が多かった当時の映画館としてはとても立派な建物だった。設計は鈴木禎次の弟子であり竹中工務店名古屋支店設計部主任の城戸武男。ウェスタン・エレクトリック社の発声装置を付けたトーキー映写機を備えていたが、これは日本国内では6番目であるとされる。

### 戦前
1930年10月15日からの開館最初週のプログラムは、「林檎の木陰（パラマウント・サウンド・ニュース）」「パラマウント発声ニュース」「ノアのアコ舟（パラマウント・サウンド・ニュース）」「米国の顔」「漫談（松井翠声・徳川夢声・大辻司郎）」「パラマウント・オン・パレード」だった。当時はまだトーキー映画が珍しい時代であり、開館から5年ほどは作品の説明者がおり、状況説明などを行った。ヨーロッパの名作映画を名古屋ではほぼ独占して上映していた。開館当時の劇場案内によると、平日は14時、日曜・祭日は11時に開演した。階下席・階上席・特別階上席で料金が異なり、また昼間と夜間でも料金が異なっていた。
当時の名古屋の映画館は繁華街の大須に集中していたが、八重垣劇場の近くには松坂屋支店・座敷の天ぷら店・喫茶店などがあり、ハイソな雰囲気が漂っていた。若手のサラリーマン、旧制高校や旧制専門学校の学生などが八重垣劇場に足を運んだ。戦前の八重垣劇場は「ヨーロッパ映画を上映する高級な映画館」という印象が持たれた。地理的に他の映画館と隔絶されていたこと、名士やインテリを客層としたことから、映画史研究家の伊藤紫英は八重垣劇場を「孤島」に例えている。
1934年（昭和9年）8月には機関紙の『シネ・アート』の発行を開始した。1940年（昭和15年）頃からは外国映画の輸入制限が起こり、また日本国内の撮影所への生フィルムの配給も厳しくなった。

### 戦後

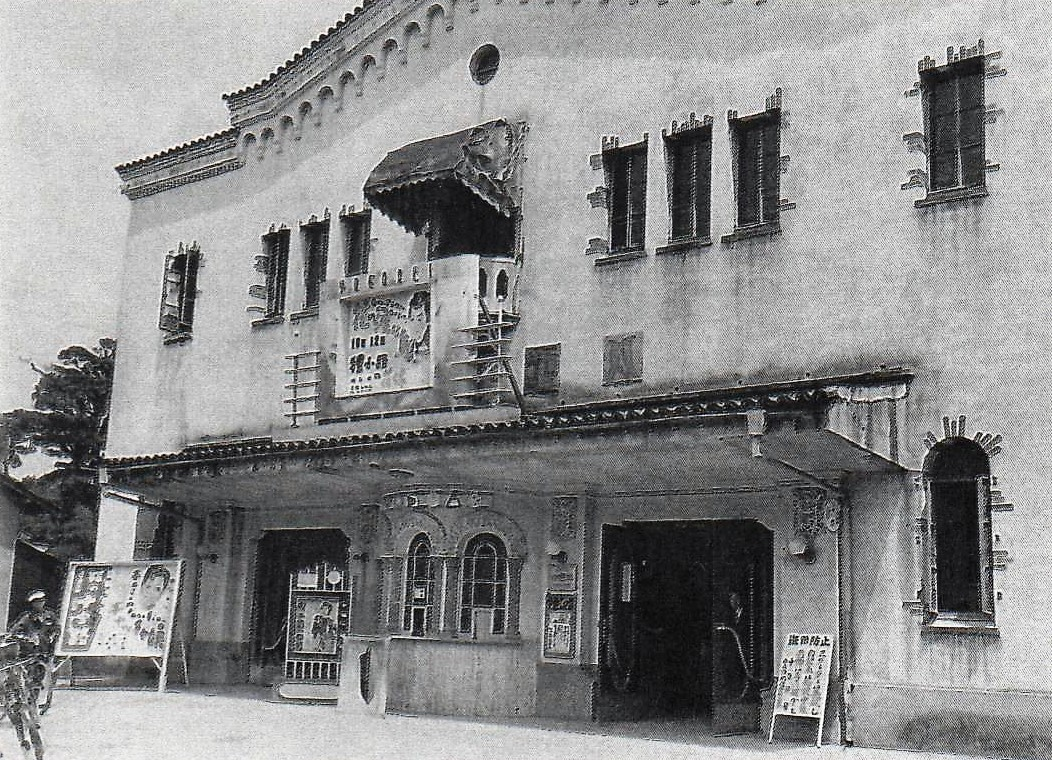
1956年の八重垣劇場

太平洋戦争中の1945年（昭和20年）にはたびたび名古屋大空襲が行われ、名古屋にあった多くの映画館が焼失したが、八重垣劇場は辛うじて焼失は免れており、終戦直前まで営業を続けた。空襲で焼失した映画館には中京劇場、松竹座、帝国劇場、千歳劇場、広小路ニュース劇場、帝国館、世界館、文明館、赤門花月、港館（ここまで中区）、千種館、今池館（ここまで千種区）、大曽根劇場（東区）などがあり、焼失を免れた映画館には八重垣劇場のほかに、名古屋宝塚劇場、名宝会館、納屋橋劇場、朝日会館、大須宝塚劇場（いずれも中区）などがあった。1945年8月22日にはもう営業を再開し、上映作品は戦前に製作された旧作ばかりだったものの、ホールは娯楽を求める観客であふれた。
1947年（昭和22年）にはアメリカ映画の配給を一手に担っていたセントラル映画社からロードショー館（封切館）の指定を受け、アメリカ映画の名作を上映して戦前にも劣らない活況を呈した。テクニカラー作品だった『ステート・フェア』には日本語字幕を入れられなかったことから、全座席にイヤホンを設置して原語版を上映し、イヤホンから日本語の同時通訳を流した。
1949年（昭和24年）7月1日には松竹映画劇場がステート座に改称してセントラル社のロードショー館となったため、八重垣劇場はすでに他館でロードショーが済んでいる欧米の作品を上映する二番館となった。1950年（昭和25年）頃からは『日本戦歿学生の手記 きけ、わだつみの声』や『どっこい生きてる』などの日本映画の封切りも行い、やがて日本映画の上映館となった。後に岐阜県岐阜市の日本劇場の支配人を務める八代嘉吉は、1957年（昭和32年）10月に八重垣劇場の営業係に就任しているが、この当時は日雇い労働者が主な客層であり、また経営状態も不安定だったことから、「映画芸術の実験劇場」とされた往年の姿は見る影もなかった。八重垣劇場は1962年（昭和37年）3月に閉館した。

### 閉館後
閉館から約20年間は建物がそのまま残っていたが、1985年に名古屋銀行集会所に買収されると解体された。現在は跡地に名古屋銀行協会会館が建っている。

## 主な上映作品

### 戦前
| - 1930年 - 『トゥルクシブ』（ソ連） - 『西部戦線異状なし』（アメリカ） - 1931年 - 『足が第一』（アメリカ） - 『モロッコ』（アメリカ） - 『ル・ミリオン』（フランス） - 『巴里の屋根の下』（フランス） - 『市街』（アメリカ） - 『陽気な中尉さん』（アメリカ） - 『嘆きの天使』（ドイツ） - 1932年 - 『人生案内』（ソ連） - 1933年 - 『制服の処女』（ドイツ） - 『シナラ』（アメリカ） - 『人類の戦士』（アメリカ） - 『グランド・ホテル』（アメリカ） | - 1934年 - 『南風』（アメリカ） - 『会議は踊る』（ドイツ） - 『ボレロ』 - 『にんじん』（フランス） - 『商船テナシチー』（フランス） - 1935年 - 『麦秋』（アメリカ） - 『乙女の湖』（フランス） - 『未完成交響楽』（オーストリア） - 『ロスチャイルド』（アメリカ） - 『アラン』（イギリス） - 『Gメン』（アメリカ） - 『たそがれの維納』（オーストリア） - 1936年 - 『別れの曲』（ドイツ） - 『椿姫』（アメリカ） - 『西班牙狂想曲』（アメリカ） - 『白き処女地』（フランス） - 『情熱なき犯罪』（アメリカ） - 『罪と罰』（フランス） | - 1937年 - 『女だけの都』（フランス） - 『我等の仲間』（フランス） - 『明日は来らず』（アメリカ） - 1938年 - 『舞踏会の手帖』（フランス） - 1939年 - 『我が家の楽園』（アメリカ） - 『望郷』（フランス） - 1940年 - 『民族の祭典』（ドイツ） - 『駅馬車』（アメリカ） - 『西住戦車長伝』（日本） |

### 戦後
| - 1946年 - 『大曾根家の朝』（日本） - 『春の序曲』（アメリカ） - 『キュリー夫人』（アメリカ） - 『王国の鍵』（アメリカ） - 『カサブランカ』（アメリカ） - 『我が道を往く』（アメリカ） - 1947年 - 『アメリカ交響楽』（アメリカ） - 『ガス燈』（アメリカ） - 『心の旅路』（アメリカ） - 1948年 - 『失われた週末』（アメリカ） - 『フィラデルフィア物語』（アメリカ） - 『ラッキー・パートナー』（アメリカ） - 『アンナとシャム王』（アメリカ） - 『我等の生涯の最良の年』（アメリカ） - 『聖メリーの鐘』（アメリカ） - 『毒薬と老嬢』（アメリカ） - 『ステート・フェア』（アメリカ） | - 1949年 - 『裸の町』（アメリカ） - 『打撃王』（アメリカ） - 『哀愁』（アメリカ） - 『ママの想い出』（アメリカ） - 『ミニヴァー夫人』（アメリカ） - 『汽車は東へ行く』（ソ連） - 『情熱の薔薇』（フランス） - 1950年 - 『日本戦歿学生の手記 きけ、わだつみの声』（日本） - 1951年 - 『どっこい生きてる』（日本） |

上映作品の出典は伊藤(1984)